# (65859) Mädler
(65859) Mädler, internationalement (65859) Madler, est un astéroïde de la ceinture principale et plus spécifiquement du groupe de Hilda.

## Description
(65859) Mädler est un astéroïde du groupe de Hilda. Il présente une orbite caractérisée par un demi-grand axe de 3,98 UA, une excentricité de 0,16 et une inclinaison de 5,5° par rapport à l'écliptique.

## Compléments